# アピカルコンプレックス
アピカルコンプレックス（英: apical complex）とは、アピコンプレックス門に所属する寄生性原生生物が宿主細胞への接着や侵入に使っている細胞内構造。様々な細胞小器官が組み合わさった複合体である。

## 構成
アピカルコンプレックスは以下のような構成要素からなる。
極輪 (polar ring)
環状になった微小管形成中心で、ペリクル下微小管の起点となっている。
ペリクル下微小管 (subpelliclar microtubule)
細胞膜を裏打ちする構造の1つで、細胞の形を決定している。
コノイド (conoid)
円錐体ともいう。主にチューブリンから構成される中空の円錐台形の構造である。通常はチューブリンのプロトフィラメント13本が閉じた中空の微小管を形成するが、コノイドでは閉じずに断面がコンマ形になった繊維が螺旋を描いており、これが集まることで円錐台の側面が形成されている。コノイドの前端にはpreconoidal ringsという環状の構造がある。コノイドは極輪の内側を前後に通過することができ、宿主細胞への侵入や脱出に関わっている。
ロプトリー (rhoptry)
細い首が細胞前端に向かった棍棒形の胞状オルガネラで、宿主細胞への侵入や、宿主細胞の様々な機能への介入に関わるタンパク質を分泌する。
ミクロネーム (microneme)
小さな棒形の胞状オルガネラで、宿主細胞への接着や侵入、脱出に関わるタンパク質を分泌する。